# Jean-Marie Lustiger
Jean-Marie Lustiger (París, 17 de septiembre de 1926 – ibídem, 5 de agosto de 2007) fue un cardenal de la Iglesia católica de origen judío nacido como con el nombre de Aarón. Fue obispo de Orleans entre 1979 y 1981 y arzobispo de París entre 1981 y 2005.

## Biografía

### Familia
Era hijo de judíos polacos, que a comienzos del siglo XX emigraron a Francia. Durante la ocupación nazi de Francia, sus padres fueron deportados y su madre murió en las cámaras de gas de Auschwitz en 1943. Lustiger sobrevivió al ser acogido por una familia en Orleans. Aquí se convirtió al catolicismo y fue bautizado el 25 de agosto de 1940 en la capilla de la residencia episcopal, que él mismo ocuparía años más tarde.

### Formación
Estudió en el Liceo Montaigne de París, luego en Orleans, y más tarde en la Sorbona. En los años de estudios universitarios, fue un miembro activo de la Unión de Jóvenes Estudiantes Cristianos. Después de trabajar durante un año como mecánico en Decazenville, en el suroeste de Francia, entró en el Seminario Carmelita en París. Obtuvo una licenciatura en el Instituto Católico de Teología y se licenció en letras y en la filosofía en la Sorbona. 

### Sacerdocio
Fue ordenado sacerdote el 17 de abril de 1954.
Como capellán de los estudiantes, contribuyó a la renovación espiritual del Centro Richelieu. A menudo fue guía turístico para los peregrinos y grupos de estudiantes a Roma, Chartres, y a Tierra Santa.
En 1969 fue llamado para dirigir la parroquia de Santa Juana de Chantal. Sus sermones fueron muy estimados, algunos de ellos fueron recogidos en un volumen.

## Episcopado

### Obispo de Orleans
El 10 de noviembre de 1979, Juan Pablo II lo nombró obispo de Orleans. La ordenación episcopal le fue conferida el 8 de diciembre por el cardenal Marty en presencia del nuncio apostólico, Angelo Felici, y 17 obispos.

### Arzobispo de París
El 31 de enero de 1981 sucedió al cardenal Marty en la archidiócesis de París. También fue ordinario de los fieles rito oriental de Francia sin ordinario propio.
En la archidiócesis, siempre se dedicó al trabajo pastoral, con una actividad incesante. Durante este tiempo pronunció numerosas homilías y conferencias en Francia y en el extranjero.
Firme defensor de los derechos humanos, en el anuncio de que iba a ser nombrado cardenal dijo que consideraba esta dignidad más una responsabilidad que un honor, en la medida en que "se trata de llevar aún más la carga de toda la Iglesia".

#### Renuncia
Renunció al cargo el 11 de febrero de 2005.

### Cardenalato
Fue creado y proclamado cardenal por Juan Pablo II en el consistorio del 2 de febrero de 1983, con el título de San Luis de los Franceses.
Fue nombrado presidente delegado de la primera Asamblea Especial para Europa del Sínodo de los Obispos (1991).

#### Fallecimiento
Falleció el 5 de agosto de 2007. El cardenal Lustiger está enterrado en la cripta de la Catedral de Notre-Dame de París, en la bóveda de los arzobispos de París.

## Obras en español
- Lustiger, Jean-Marie (2007). La misa. Ediciones San Pablo. ISBN 978-84-285-3025-5.

- — (2005). Cómo abre Dios la puerta de la fe. Ediciones San Pablo. ISBN 978-84-285-2810-8.

- — (2002). La promesa. Ediciones Cristiandad. ISBN 978-84-7057-476-4.

- — (2000). El sacramento de la unción de los enfermos. Comercial Editora de Publicaciones. ISBN 978-84-7050-580-5.

- — (1998). Sed felices. Ediciones San Pablo. ISBN 978-84-285-2114-7.

- — (1996). Haceos dignos de la condición humana. Ediciones Palabra. ISBN 978-84-8239-119-9.

- — (1994). Palabras sencillas de Navidad. Promoción Popular Cristiana. ISBN 978-84-288-1195-8.

- — (1992). Atrévete a vivir la fe. Biblioteca de Autores Cristianos. ISBN 978-84-7914-061-8.

- — (1992). Europa sé tu misma. Comercial Editora de Publicaciones. ISBN 978-84-7050-290-3.

- — (1989). La elección de Dios. Editorial Planeta. ISBN 978-84-320-4434-2.

- — (1988). Primeros pasos en la oración. Ediciones San Pablo. ISBN 978-84-285-1253-4.